# Honda CB 750 Hornet
La Honda CB 750 Hornet è una motocicletta stradale prodotta dalla casa motociclistica giapponese Honda dal 2023.

## Contesto e debutto
Presenta dapprima ad Intermot e successivamente a EICMA nell'autunno 2022, la moto riprende dopo 10 anni dal termine della produzione la denominazione "Hornet" della Honda Hornet e Honda CB600F Hornet prodotte tra la fine degli anni 90 e inizio anni 2010, ma con esse la CB 750 non condivide nulla, essendo un progetto inedito realizzato dal centro stile R&D di Honda a Roma.

## Descrizione e tecnica
Il modello è spinto da un motore a quattro tempi a due cilindri in linea da 755 cm³, con manovellismo a 270 gradi avente distribuzione con singolo albero a camme in testa a quattro valvole per cilindro per un totale di 8.
L'alesaggio misura 87 mentre la corsa 63,5 mm; il rapporto di compressione è pari a 11:1. All'esordio, la potenza massima erogata è di 92 CV (67,5 kW) di potenza a 9500 giri/minuto e 75 Nm di coppia a 7250 giri/minuto. Alimentazione è garantita da un sistema d'iniezione elettronica con due iniettori e corpi farfallati di 46 mm. I condotti d'aspirazione denominati Vortex Flow Duct hanno un disegno specifico per generare un flusso dei gas a vortice dalle prese laterali verso l'airbox e da lì ai collettori di aspirazione discendenti. All'interno del motore le canne dei cilindri sono rivestite in Ni-SiC (nichel con carburo di silicio).
Il motore, a ciclo Otto e raffreddato a liquido, è installato su di un telaio in acciaio con struttura a diamante. La potenza viene trasferita tramite una trasmissione finale a catena, che è dotata di un cambio manuale a 6 marce (come optional è previsto il quickshifter) con frizione multidisco a bagno d'olio assistita con sistema anti saltellamento. Per contenere i volumi d'ingrombro della meccanica, uno dei due ingranaggi della trasmissione primaria viene utilizzato per azionare il contralbero di equilibratura del motore per ridurne le vibrazioni generate dallo stesso.
La sospensione anteriore adotta una forcella telescopica Showa a steli rovesciati di 41 mm, mentre quella posteriore un forcellone in alluminio Pro-Link regolabile nel precarico di sempre della Showa; gli pneumatici misurano 120/70 ZR17 all'anteriore e 160/60ZR17 al posteriore. Il sistema frenante è composto all'avantreno da doppi dischi idraulici a 4 pistoncini e da un disco singolo al retrotreno. Il peso in ordine di marcia è pari a 190 kg.

## Riconoscimenti
- Red Dot Design Award 2023[10]